# Hot Wheels AcceleRacers
A Hot Wheels AcceleRacers négy egyórás amerikai egész-estés számítógépes animációs filmből álló sorozat, melyet a Mattel által a Mainframe Entertainment készített és a Warner Bros. forgalmazz. 2005-ben jelent meg, mind DVD, mind VHS formátumban, valamint tévéműsor formájában az amerikai Cartoon Network csatornán. Magyarországon kizárólag DVD-n jelent meg, szintén 2005-ben.

## Cselekmény
Két évvel a Világverseny után, Dr. Peter Tezla tovább tanulmányozza az információkat, amiket az Erő Kerekéből gyűjtött be. Tudomására jut, hogy Gelorum visszatért, teljesen javított Verseny Drón seregével és megpróbálja ismét ellopni az Erő Kerekét. Tezla belép a 35-ös Sztrádába, megpróbálja megállítani Gelorum-ot, azonban ez nem sikerül neki és jelentősen megsérül, az Erő Kerekét pedig elveszti. Végső menekülésként aktiválja az autójába szerelt PVV-t (Pilóta Vész Visszahozó), mellyel vissza teleportálódik a földre, a Drónok pedig elfoglalják Hot Wheels City-t és új bázisukként használják.
Eközben, Kaliforniában a korábbi Világverseny pilóták Vert Wheeler, Kurt Wylde, Taro Kitano, és Mark Wylde most két utcai versenyzős-csapat tagjai: a Tekuké és a Metál Mániásoké. Egy kihívásos verseny alatt a partiúton Dr. Tezla robotsegéde, Gig jelenik meg azzal, hogy a tudósnak szüksége van a Világverseny pilótáinak a segítségére. Miután a négy pilóta és az új csapattársaik közül néhányan megérkeznek Dr. Tezla régi bázisára a amit még a Világversenykor használtak, részben megsemmisítettnek találják azt. Brian Kadeem-mal, a Dűne Patkányok volt vezetőjével találkoznak aki elviszi őket Dr. Tezla új bázisára, az AcceleDrome-ba. Miután a sofőrök megérkeznek, Dr. Tezla arca jelenik meg egy nagy hologramon a barlang közepén és elmondja nekik, hogy mit fedezett fel: az új Acceleron tudást az Erő Kerekének kutatásakor. Most hogy a Kereket ellopták a 35-ös Sztrádáról, a Drónok átvették az irányítást a dimenzió portálok fölött.
A Keréken levő szimbólumok mindegyike egy-egy Verseny Szintet képvisel, eltemetve olyan dimenzionális világokba, amiknek pályái keresztülmennek egy adott elemen, tele különféle veszedelmekkel amiket csak a megfelelő képességekkel lehet teljesíteni (a filmekben csak 15 Szint van, ebből 12-t mutattak be, 3-mat pedig a történet szerint, a Drónok már teljesítettek az 1. film történései előtt, de a turbóchipekből csak hármat mutatnak). A Drónok belépnek a Szintekre, és minden alkalommal egy Szint teljesítésekor, az első versenyző a pálya végén egy Turbóchipet szerez, melyek használatakor az autók különféle képességeket kapnak amik a teljesített Szintekhez kapcsolódnak. Kiderül, hogy az AcceleDrome Kereke a valódi kerék hologramja ami az igazival szinkronizálva működik, bizonyos időközönként kinyitva a dimenzionális világokba eltemet verseny szintekhez vezető portált. A pilóták belépnek a szintekre, hogy megpróbálják leállítani a Drónokat, de ez nehezebb, mint a Világversenykor, mivel a Kerék maga dönt mikor nyitja ki a Szinteket és mindegyik Szint csak egy óráig van nyitva, az egyetlen kivezető út pedig a célvonal.
A Drónok mindent megtesznek annak érdekében, hogy a Humanoidok ne tudják teljesíteni a Szinteket. Tombolásuktól néhány pilóta nem tud időben célba érni, így a szintek fogságába kerülnek. A csapatok közötti feszültségek fokozódnak, ráadásul egy új ellenséges erő mutatkozik meg, mely a Silencerzként ismert. Ez a titokzatos csoport mind a Humanoidokat, mind a Drónokat egyaránt próbálja legyőzni, ugyanazzal a Kerék hologramtechnológiával, amit a másik vezetők jelenleg megosztanak. A verseny a Drónok megállítására a végkimenetelhez érkezik, ekkor az Acceleronok tesztjének titka felfedi magát: a Verseny Szintek arra lettek tervezve, hogy megtalálják a tökéletes pilótát vagyis az Acceleracerst és létrehozták a turbóchipeket, amik a kulcsok az Erő Kerekéhez, mely megnyitja a portált az Acceleron-ok világába.

## Filmek
| Epizód | Cím                                                                                      | Bemutató                               | Rendezte                     | Írta       | Játékidő |
| ------ | ---------------------------------------------------------------------------------------- | -------------------------------------- | ---------------------------- | ---------- | -------- |
| 1.     | Hot Wheels: AcceleRacers – Ignition Hot Wheels: AcceleRacers – Gyújtás                   | 2005. január 8. 2005. szeptember 1.    | Andrew Duncan Gino Nichele   | Mark Edens | 60 perc  |
| 2.     | Hot Wheels: AcceleRacers – The Speed of Silence Hot Wheels: AcceleRacers – Csendsebesség | 2005. március 19. 2005. szeptember 29. | Andrew Duncan William Gordon | Mark Edens | 60 perc  |
| 3.     | Hot Wheels: AcceleRacers – Breaking Point Hot Wheels: AcceleRacers – Töréspont           | 2005. június 25. 2006. április 13.     | William Lau                  | Mark Edens | 60 perc  |
| 4.     | Hot Wheels: AcceleRacers – The Ultimate Race Hot Wheels: AcceleRacers – A Végső Futam    | 2005. október 1. 2006. október 19.     | Andrew Duncan                | Mark Edens | 60 perc  |

## Micro Adventures
Az egyes filmek közt 2-2, 3-3 és 3-3 másfél perces, úgynevezett Micro Adventures rövidfilm játszódik, melyek a 2., 3. és 4. film DVD-jén tekinthető meg. Ezekben a rövid részekben olyan szintekre is ellátogatnak a versenyzők, melyeket említenek az egyes filmekben is. A Barlang Szint turbóchipjét az egyik ilyen részben szerzi meg Porkchop. A rövidfilmek magyarul csak felirattal tekinthetők meg a magyar változat DVD kiadásain.
| Epizód | Szint           | DVD Film                                        |
| ------ | --------------- | ----------------------------------------------- |
| 1.1    | Cavern Realm    | Hot Wheels: AcceleRacers – The Speed of Silence |
| 1.2    | Cavern Realm    | Hot Wheels: AcceleRacers – The Speed of Silence |
| 1.3    | Lava Realm      | Hot Wheels: AcceleRacers – The Speed of Silence |
| 1.4    | Lava Realm      | Hot Wheels: AcceleRacers – The Speed of Silence |
| 2.1    | Cliffside Realm | Hot Wheels: AcceleRacers – Breaking Point       |
| 2.2    | Cliffside Realm | Hot Wheels: AcceleRacers – Breaking Point       |
| 2.3    | Cliffside Realm | Hot Wheels: AcceleRacers – Breaking Point       |
| 2.4    | Ice Realm       | Hot Wheels: AcceleRacers – Breaking Point       |
| 2.5    | Ice Realm       | Hot Wheels: AcceleRacers – Breaking Point       |
| 2.6    | Ice Realm       | Hot Wheels: AcceleRacers – Breaking Point       |
| 3.1    | Ruins Realm     | Hot Wheels: AcceleRacers – The Ultimate Race    |
| 3.2    | Ruins Realm     | Hot Wheels: AcceleRacers – The Ultimate Race    |
| 3.3    | Ruins Realm     | Hot Wheels: AcceleRacers – The Ultimate Race    |
| 3.4    | Cosmic Realm    | Hot Wheels: AcceleRacers – The Ultimate Race    |
| 3.5    | Cosmic Realm    | Hot Wheels: AcceleRacers – The Ultimate Race    |
| 3.6    | Cosmic Realm    | Hot Wheels: AcceleRacers – The Ultimate Race    |

## Szereplők
| Szereplő                  | Eredeti hang    | Magyar hang                                             |
| ------------------------- | --------------- | ------------------------------------------------------- |
| Dr. Peter Tezla           | Michael Donovan | Megyeri János                                           |
| Gig                       | Kasper Michaels | Kapácsy Miklós                                          |
| Lani Tam                  | Venus Terzo     | Roatis Andrea (1-2. film) Oláh Orsolya (3-4. film)      |
| Brian Kadeem              | Kasper Michaels | Maday Gábor                                             |
| Nolo Pasaro               | Dexter Bell     | Seszták Szabolcs                                        |
| Kurt Wylde                | Brian Drummond  | Zámbori Soma                                            |
| Karma Eiss                | Lisa Ann Beley  | Solecki Janka                                           |
| Vert Wheeler              | Andrew Francis  | Moser Károly                                            |
| Shirako Takamoto          | Kirby Morrow    | Sörös Miklós                                            |
| Tone Pasaro               | Craig Veroni    | Varga Rókus                                             |
| Tork Maddox               | Adrian Holmes   | Király Attila                                           |
| Taro Kitano               | Kevan Ohtsji    | Szatmári Attila (1-2. és 4. film) Papp Dániel (3. film) |
| Markie "Wylde" Wylde      | Will Sanderson  | Dányi Krisztián                                         |
| Deezel "Porkchop" Riggs   | David Kaye      | Faragó András                                           |
| Mitchell "Monkey" McClurg | Andrew Duncan   | Fekete Zoltán                                           |
| Gelorum                   | Kathleen Barr   | Virághalmy Judit                                        |
| RD-L1                     | Mark Oliver     | Dézsy Szabó Gábor                                       |
| Major Wheeler             | John Payne      | Mikula Sándor                                           |
| Sparky                    | Andrew Duncan   |                                                         |
| Acceleron                 | Mark Oliver     | Péter Richárd                                           |
| Felolvasó                 | Nincs           | Tóth G. Zoltán                                          |

## Verseny szintek
- Storm Realm / Vihar Szint
- Swamp Realm / Mocsár Szint
- Cavern Realm / Barlang Szint
- Lava Realm / Láva Szint
- Water Realm / Vízi Szint
- Metro Realm / Városi Szint
- Cliffside Realm / Sziklaszírt Szint
- Ice Realm / Jég Szint
- Pipeline Realm / Pipeline Szint
- Junk Realm / Roncs Szint
- Ruins Realm / Rúna Szint
- Cosmic Realm / Kozmosz Szint

## Fordítás
- Ez a szócikk részben vagy egészben a Hot Wheels AcceleRacers című angol Wikipédia-szócikk ezen változatának fordításán alapul.  Az eredeti cikk szerkesztőit annak laptörténete sorolja fel. Ez a jelzés csupán a megfogalmazás eredetét és a szerzői jogokat jelzi, nem szolgál a cikkben szereplő információk forrásmegjelöléseként.